# Yealering
Yealering är en ort i Australien. Den ligger i kommunen Wickepin och delstaten Western Australia, omkring 180 kilometer sydost om delstatshuvudstaden Perth. Den ligger vid sjön Lake Yealering.
Trakten runt Yealering är nära nog obefolkad, med mindre än två invånare per kvadratkilometer.. Det finns inga andra samhällen i närheten.
Trakten runt Yealering består till största delen av jordbruksmark. Genomsnittlig årsnederbörd är 450 millimeter. Den regnigaste månaden är maj, med i genomsnitt 71 mm nederbörd, och den torraste är februari, med 9 mm nederbörd.